# Mincio
El Mincio és un riu del nord d'Itàlia afluent del riu Po (antic Padus). A la primera part (uns 75 km) es diu Sarca. El seu nom antic fou Mincius, Μίγκιος i es trobava a la Gàl·lia Cisalpina. Neix a Monte Tonale i va cap al llac Benacus, o Lago di Garda, del que surt a Peschiera (antiga Ardelica), i finalment desaigua al Po prop de Governolo.
A la seva riba es va lliurar el 197 aC una batalla entre el cònsol Gai Corneli Cetege i els ínsubres i cenomans (dirigits pel cartaginès Amilcar) en què els darrers foren derrotats i Amilcar fet presoner.
A la vora del riu prop de la seva unió al Po, a un lloc que Jordanes anomena Mamboleius, es va celebrar l'entrevista entre el papa Lleó I i el rei dels huns Àtila.